# Dicranomyia (Dicranomyia) ovalistigma
Dicranomyia (Dicranomyia) ovalistigma is een tweevleugelige uit de familie steltmuggen (Limoniidae). De soort komt voor in het Australaziatisch gebied.